# Svindersviksbron
Die Svindersviksbron ist eine Straßenbrücke in der Gemeinde Nacka in der schwedischen Provinz Stockholms län.
Sie überbrückt einen schmalen, Svindersviken genannten Meeresarm der Ostsee und verbindet so die Halbinsel Kvarnholmen mit dem Ort Nacka. An ihrem östlichen Ende geht sie an einem steilen Hang unmittelbar in den Ryssbergen-Tunnel über.

## Beschreibung
Die Svindersviksbron ist eine im Grundriss gekrümmte Bogenbrücke mit einem abgehängten Fahrbahnträger. Das Bauwerk ist insgesamt 195 m lang, der eingespannte Bogen hat eine Stützweite von 140 m. Die 12 m breite Brücke hat je eine Richtungsfahrbahn und auf ihrer nördlichen Seite einen 3,5 m breiten Geh- und Radweg. Ihre Durchfahrtshöhe beträgt 18 m.
Ihr Tragwerk besteht aus zwei bogenförmigen, leicht nach innen geneigten stählernen Hohlkästen, die durch acht Querstreben versteift sind. An ihnen ist der Fahrbahnträger mit je zehn Hängern abgehängt. Der Fahrbahnträger selbst besteht aus einem stählernen Trog mit seitlichen Kragarmen und einer mit dem Trog und den Kragarmen verbundenen Betonplatte.

## Geschichte
Eine Brücke über den Svindersviken wurde seit 2007 geplant, ihre Ausführung aber wegen Auseinandersetzungen über Umweltprobleme lange verzögert. Schließlich erhielt Bilfinger SE den Auftrag, den von ihr vorgelegten Entwurf auszuführen. Der Bau begann 2013. Die Fertigstellung war ursprünglich für 2015 vorgesehen, verzögerte sich aber bis zur Eröffnung der Brücke und des Tunnels am 11. Juni 2016.
Entsprechend dem Entwurf von Bilfinger wurde der stählerne Brückenüberbau auf der westlichen Seite auf dem Gelände der späteren Straße hergestellt. Dabei wurde die Bogenkonstruktion durch temporäre, interne Gerüste und anderen konstruktive Maßnahmen so verstärkt, dass sie beim anschließenden Vorschub bzw. Einschwimmen ähnlich einer Stabbogenbrücke einen einheitlichen Bauteil bildete. Die Bogenkonstruktion wurde dann so weit über das Ufer vorgeschoben, bis ihr vorderes Ende von einem Gerüstpfeiler auf einem Ponton gestützt werden konnte. Mittels dieses ersten Pontons und eines Vorschubwagens wurde sie weiter über den Meeresarm geschoben, bis ein zweiter, ebenfalls auf einem Ponton stehender Gerüstpfeiler ihr Gewicht weitgehend übernahm. Danach wurde sie so weit über den Meeresarm geschoben, dass sie auf die an beiden Seiten vorbereiteten Kragarme der Kämpfer aufgesetzt werden konnte.
Die Kosten des Projekts (Brücke und Tunnel) beliefen sich auf ungefähr 350 Millionen Schwedische Kronen.

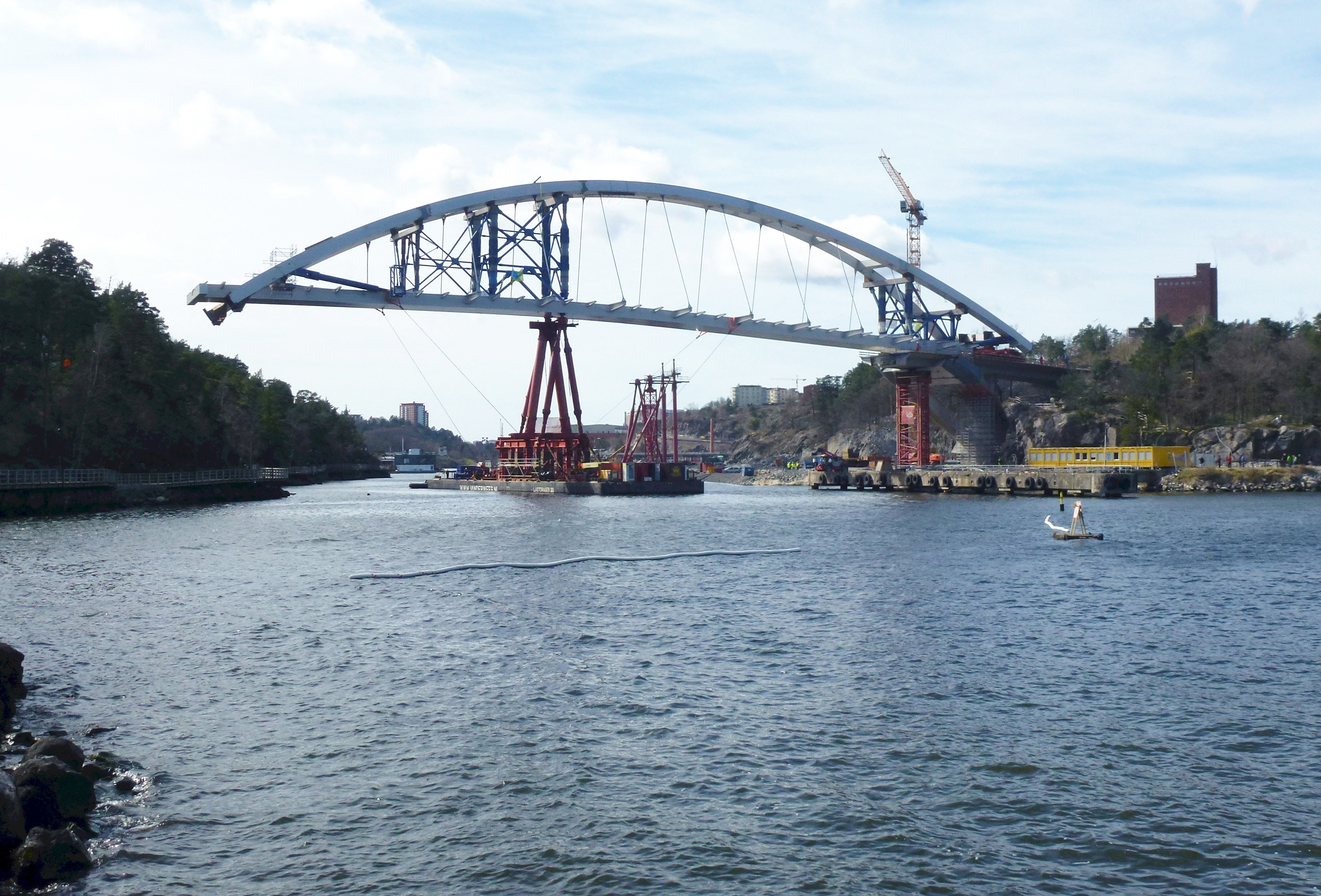
Einschwimmen der Svindersviksbron
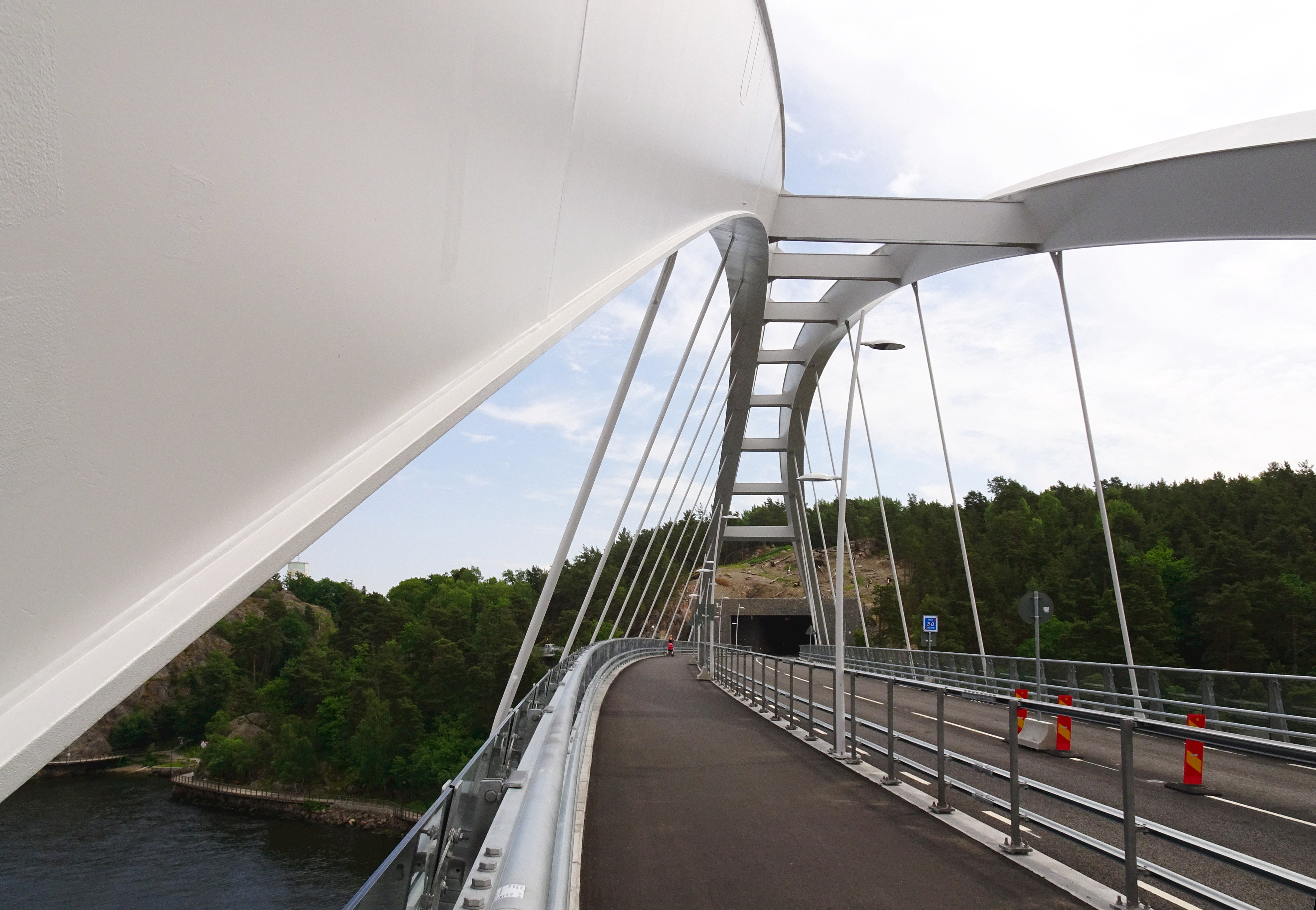
Blick über die Svindersviksbron